# Muurdam

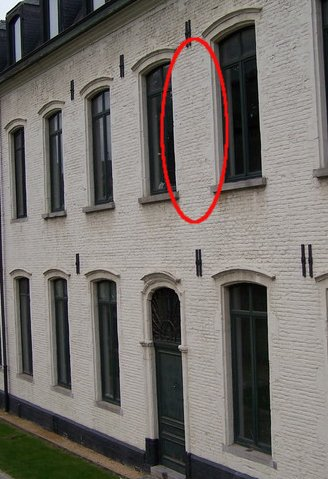
Muurdam bij de Ter Kamerenabdij in Brussel

Een muurdam, muurveld of penant is het (bakstenen) muurgedeelte tussen twee gevelopeningen, bijvoorbeeld ramen en/of deuren. Een hoekdam is de ruimte tussen het buitenste venster en de zijkant van de gevel.
In gevels uit de renaissance werden de vensters soms in nissen geplaatst en aan de  bovenzijde afgesloten door ontlastingsbogen. De muurdammen tussen de vensters werden verticaal doorgemetseld, waardoor een verticale gevelstrook ontstond die soms werd versierd met pilasters. In het classicisme komt dit vaker voor. In de pilastergevel van een smal huis van drie ramen breed worden dan de vier muurdammen uitgevoerd als pilasters. Hoekdammen worden soms eveneens uitgevoerd als pilaster, of in een blokpatroon.